# Kyriakos Charalambidis

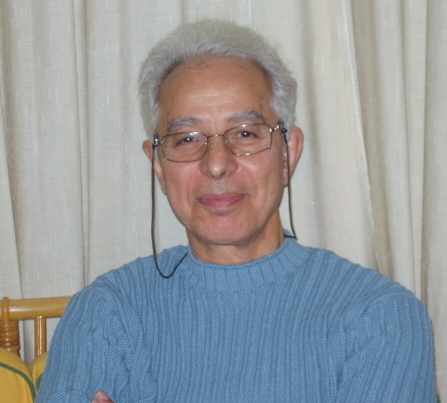
Kyriakos Charalambidis

Kyriakos Charalambidis (Grieks: Κυριάκος Χαραλαμπίδης, Kyriacos Charalambides) (Achna, 1940) is een Grieks-Cypriotisch dichter.
Na zijn middelbareschooltijd in Ammochostos (Famagusta) studeerde hij archeologie en geschiedenis aan de Universiteit van Athene. Hij werkte korte tijd als leraar in het middelbaar onderwijs en daarna tot zijn pensioen bij de Cypriotische radio. Charalambidis is een van de belangrijkste en meest bekroonde hedendaagse Cypriotische dichters. Hij publiceerde tot nu toe acht gedichtenbundels: Proti Pigi (1961), I Agnia tou Nerou (1967), To Angeio me ta Schimata (1973), Acheon Akti (1977). Vervolgens Ammochostos Vassilevousa (1982) waarvoor hij samen met de twee voorgaande de Staatsprijs voor Poëzie van Cyprus kreeg. Voor zijn volgende bundel, Tholos (1989), ontving hij de prijs van de Academie van Athene. Zijn zevende bundel, Methistoria (1995), werd bekroond met de Staatsprijs voor Poëzie van Griekenland. Na Dokimin(2000) verscheen in 2003 Eyialoúsis epískepsis. Hij vertaalde drie gezangen van Romanos o Melodos, uitgeven in 1997, waarvoor hij de prijs van de Griekse vereniging van literair vertalers ontving. In 1998 kreeg hij in Egypte de Kavafis-prijs en in 2003 de Kostas Ouranisprijs van de Academie van Athene voor zijn gehele oeuvre. Hij publiceerde eveneens essays over literatuur en nam deel aan verschillende internationale poëzie- en kunstmanifestaties, waaronder het One World Poetry Festival in Nederland in 1985.
- Bibliothèque nationale de France: cb13614420h (data)
- Gemeinsame Normdatei: 122505719
- International Standard Name Identifier: 0000 0000 7838 6346
- Library of Congress Control Number: n82084161
- Nederlandse Thesaurus van Auteursnamen: 07174990X
- LIBRIS: 312998
- Système universitaire de documentation: 144281880
- Virtual International Authority File: 76302162
- WorldCat: E39PBJkdhxrTPB9XQXypBxDwmd